# Дулут (Джорджия)
Дулут (англ. Duluth) — город в округе Гуиннетт в штате Джорджия США. По данным переписи 2020 года, численность населения составляла 31 873 человека.

## Население
| 2010   | 2020    |
| ------ | ------- |
| 26 600 | ↗31 873 |